# Elecciones estatales extraordinarias de Chihuahua de 2025
Las elecciones estatales extraordinarias de Chihuahua de 2025 se llevaron a cabo el domingo 1 de junio de 2025, y en ellas se renovaron los siguientes cargos de elección popular:
- 30 Magistrados de Tribunal Superior de Justicia. Electos por única ocasión para un periodo de ocho años a iniciar el 1 de septiembre de 2025 para terminar el 31 de agosto de 2033.[nota 2] Todos ellos, sin posibilidad de reelección.
- 5 Magistrados del Tribunal Estatal de Disciplina Judicial. Electos por única ocasión para un periodo de ocho años sin posibilidad de reelección.
- 270 jueces de instancia y menores. Electos por única ocasión para un periodo de ocho años con posibilidad de reelección para el periodo posterior inmediato.[nota 3]

La elección se dio como resultado de la Reforma judicial mexicana de 2024 aprobada por el Congreso de la Unión en septiembre de 2024 y su consecuente armonización de normas aprobada por el Congreso del Estado de Chihuahua en diciembre del mismo año.

## Contexto
El 5 de febrero de 2024, el entonces presidente de la república, Andrés Manuel López Obrador, presentó una serie de iniciativas de reforma constitucional en diversas materias, entre las que se incluían varias referentes a la elección, administración y organización del Poder Judicial de la Federación, así como su consecuente implementación en el Poder Judicial de los estados, con su debida legislación local.
La reforma federal, fue aprobada en septiembre de 2024, luego de que la mayoría oficialista lograra su aprobación sin necesidad de negociar con la oposición, debido a la mayoría que el oficialismo ostentaba en el Congreso después de las elecciones de 2024. Luego de su aprobación por el Congreso de la Unión, en Chihuahua el Congreso del Estado se abstuvo de debatir la reforma, debido a que varios diputados argumentaron que no se podía discutir debido a una suspensión judicial que solicitaba a los congresos de los estados, no discutir ni aprobar la reforma. Asimismo, Chihuahua fue un estado en donde diversos actores políticos mostraron su rechazo a la reforma judicial federal y a aprobar una reforma judicial en el estado, entre ellos algunos diputados del Partido Acción Nacional como Alfredo Chávez Madrid; el presidente del Comité Directivo Estatal del Partido Revolucionario Institucional en el estado, Alejandro Domínguez Domínguez; el dirigente estatal del partido Movimiento Ciudadano, Francisco Sánchez; así como la presidenta del Tribunal Superior de Justicia del Estado, Myriam Hernández Acosta.
La primera iniciativa de reforma en Chihuahua, en torno a la reforma judicial, fue presentada por el Tribunal Superior de Justicia del Estado y su presidenta, Myriam Hernández Acosta, el 30 de octubre de 2024. Dicha iniciativa de reforma a la Ley Orgánica del Poder Judicial del Estado, pretendía disminuir los requisitos para que magistrados y jueces en activo se pudieran jubilar y mantener sus sueldos, esto en caso de que decidieran no participar en el eventual proceso electoral estatal extraordinario de 2025.
Finalmente, el 12 de diciembre de 2024, los Grupos parlamentarios del Partido Acción Nacional y Morena, presentaron cada uno una iniciativa de reforma en materia judicial para el estado de Chihuahua, las cuales, luego de ser discutidas y armonizadas, culminaron en una sola reforma que fue aprobada rápidamente el 16 de diciembre de 2024, la cual incluía la elección de la totalidad de los cargos del Tribunal Superior de Justicia del Estado, así como la eliminación del Consejo de la Judicatura Estatal para ser reemplazado por el Tribunal Estatal de Disciplina Judicial. Cabe destacar, que quedaron fuera de la elección popular, los magistrados del Tribunal Estatal de Justicia Administrativa y el Tribunal Estatal Electoral, los cuales seguirán siendo elegidos por el Congreso del Estado y el Senado de la República respectivamente.

## Desarrollo del proceso electoral

### Selección de candidatos

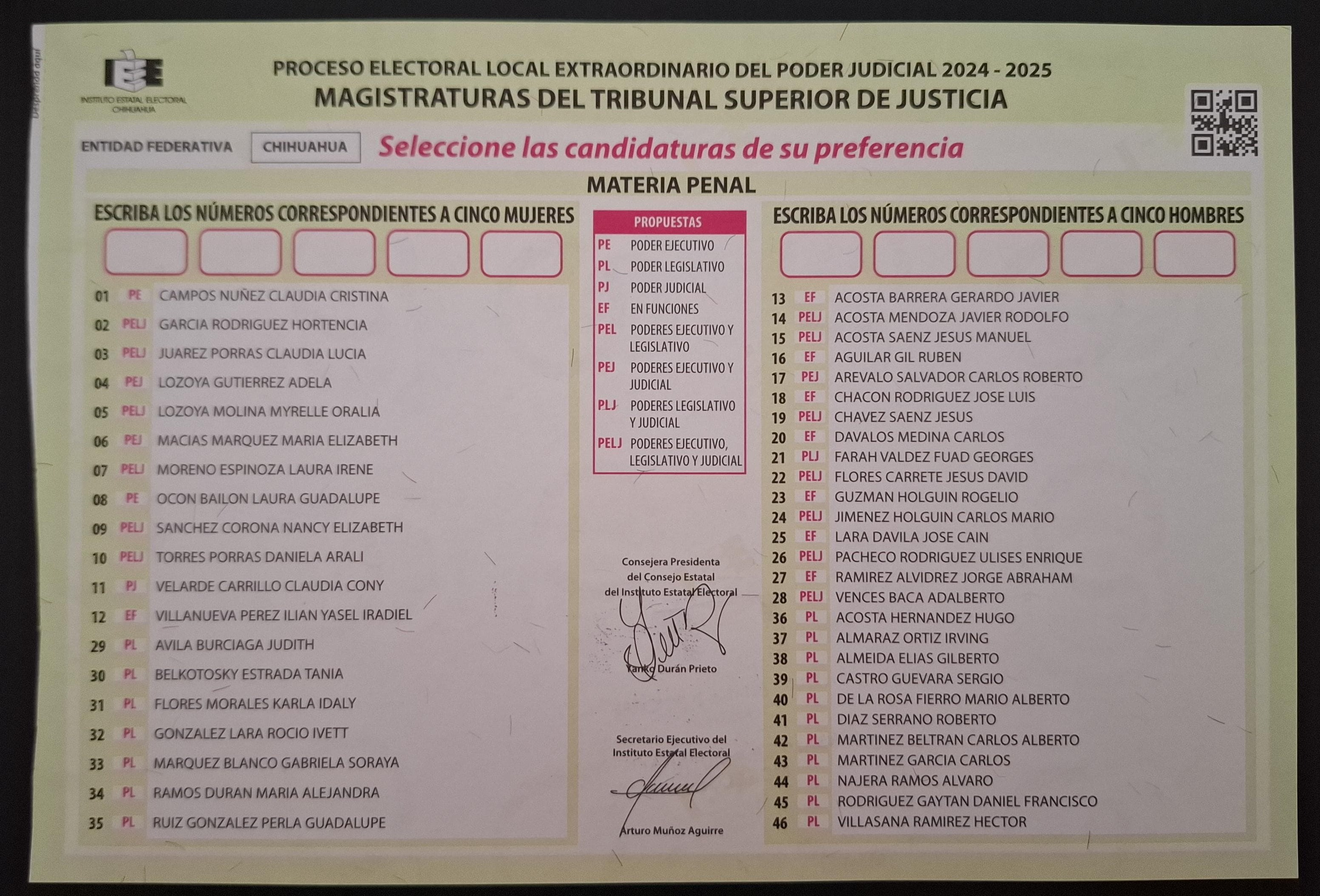
Boleta para la elección de magistrados en materia Penal.

Luego de la aprobación de las reformas en materia electoral y al Poder Judicial del Estado de Chihuahua, el Instituto Estatal Electoral procedió a dar inicio formal al proceso electoral, según lo dictado por la reforma, el 28 de diciembre de 2024. Por su parte, el Congreso procedió a publicar el 9 de enero de 2025 la convocatoria para la inscripción de los aspirantes a los diversos cargo a elegir en el proceso electoral extraordinario de ese año; la convocatoria estipulaba que cada uno de los tres poderes estatales integraría un Comité de Evaluación que sería el encargado de recibir los registros de los aspirantes a candidatos, y luego de una evaluación de los requisitos integraría un listado con los diez aspirantes mejor calificados para cada magistratura y seis mujeres y seis hombres en el caso de jueces, para posteriormente depurar dichos listados mediante un proceso de insaculación pública, para finalmente remitir sus listados al Congreso del Estado.
Inicialmente, se inscribieron 2 mil 735 aspirantes, de los cuales, 773 quedaron fuera en el primer filtro, debido a que no cumplieron a cabalidad con la totalidad de los requisitos de elegibilidad. Además, luego del cotejo de información, se descubrió que de los 2 mil 735 registros, mil 541 se trataban de registros duplicados, ya que una cantidad importante de aspirantes se registraron en los Comités de dos o los tres poderes, reduciéndose de esta forma, de manera considerable la cantidad de aspirantes.
A finales de febrero, cada Comité realizó la insaculación de aspirantes para poder enviar sus listados al Congreso del Estado. Posteriormente, luego de una discusión de días entre los grupos parlamentarios del Partido Acción Nacional y Morena, a principios de marzo el Congreso del Estado envío, finalmente, los listados de candidaturas al Instituto Estatal Electoral, que los publicaría posteriormente.
Posteriormente, luego de una impugnación realizada por 48 candidatos a magistrados, que fueron rechazados por el Congreso del Estado, el Tribunal Electoral del Poder Judicial de la Federación ordenó su inclusión en la lista de candidatos, y boletas.

### Campaña electoral
La campaña electoral inició el 30 de abril, a los diversos candidatos no se les asignó un presupuesto de financiamiento público para actividades proselitistas, ni se les permitió recibir financiamiento privado de ningún tipo a diferencia de las elecciones de los poderes ejecutivo y legislativo; así mismo no se les permitió la contratación de espacios en medios de comunicación ni la colocación de publicidad en redes sociales, espectaculares bardas o afiches en las calles, por lo que únicamente se les permitió dar recorridos en las calles, realizar entrevistas en medios de comunicación y promocionarse de manera orgánica en redes sociales. Por otra parte, el Instituto Estatal Electoral activó la plataforma Cónoceles con información sobre los candidatos.
Por otra parte, el Instituto Estatal Electoral, también organizó varios debates para contrastar ideas entre los candidatos.

### Controversias
- Fue muy sonado durante la campaña la intromisión de los partidos políticos, en específico del Partido Acción Nacional debido a que diversos medios denunciaron que una cantidad importante de candidatos tenían militancia o afinidad por dicho partido político, siendo los casos más destacables los de Albertina Leyer Carbajal, Flor Karina Cuevas Vásquez, Francisco Javier Acosta Molina, Roberto Andrés Fuentes Rascón, Mario Humberto Sías Aguilera, Guillermo Iván Morales Orona, Miguel Alejandro Balderrama Aguilar, entre otros.[24]
- En Chihuahua, a unos días de la elección y cerca de los tiempos en los que estaba finalizando la campaña electoral, se denunció la repartición de «acordeones» con los que, presuntamente, los partidos políticos buscaban movilizar gente y hacerlos votar por determinados candidatos. Esta situación se denunció principalmente en Ciudad Juárez y en la ciudad de Chihuahua.[25][26][27]
- Durante el proceso, el Instituto Estatal Electoral de Chihuahua recibió diversas denuncias por diversos delitos electorales como violencia política de género, propaganda fuera de tiempo o lugar, entre otros.[28]

## Cargos a elegir

### Nivel estatal
A nivel estatal, serán elegidos los 30 Magistrados del Tribunal Supremo de Justicia del estado de Chihuahua y los 5 Magistrados del nuevo Tribunal de Disciplina Judicial.
 Tribunal Superior de Justicia del Estado
|  |

| Cargo      | Materia                                     | Plazas | Periodo   |
| ---------- | ------------------------------------------- | ------ | --------- |
| Magistrado | Penal                                       | 7      | Ocho años |
| Magistrado | Penal Regional Bravos                       | 5      | Ocho años |
| Magistrado | Penal Regional Hidalgo                      | 1      | Ocho años |
| Magistrado | Especializada en justicia para adolescentes | 1      | Ocho años |
| Magistrado | Civil                                       | 7      | Ocho años |
| Magistrado | Civil Regional Bravos                       | 3      | Ocho años |
| Magistrado | Civil Regional Hidalgo                      | 1      | Ocho años |
| Magistrado | Familiar                                    | 4      | Ocho años |
| Magistrado | Familiar Regional Bravos                    | 1      | Ocho años |

Tribunal Estatal de Disciplina Judicial
| Cargo      | Plazas | Periodo   |
| ---------- | ------ | --------- |
| Magistrado | 5      | Ocho años |

### Por Distrito Judicial
Los siguientes cargos, serán elegidos en diversas partes del estado, según el Distrito Judicial al que pertenezcan, para un periodo de ocho años.
|  |

| Cargo | Materia                                                                       | Plazas | Distrito         |
| ----- | ----------------------------------------------------------------------------- | ------ | ---------------- |
| Juez  | Penal de control                                                              | 5      | Abraham González |
| Juez  | Penal de ejecución de penas con funciones del sistema tradicional             | 1      | Abraham González |
| Juez  | Penal de enjuiciamiento                                                       | 2      | Abraham González |
| Juez  | Civil por audiencias                                                          | 2      | Abraham González |
| Juez  | Familiar por audiencias                                                       | 2      | Abraham González |
| Juez  | Mixto civil y familiar, tradicional y por audiencias                          | 1      | Abraham González |
| Juez  | Laboral                                                                       | 1      | Abraham González |
| Juez  | Penal de control                                                              | 1      | Andrés del Río   |
| Juez  | Mixto, civil y familiar, tradicional y por audiencias y de ejecución de penas | 1      | Andrés del Río   |
| Juez  | Menor                                                                         | 1      | Andrés del Río   |
| Juez  | Mixto, civil y familiar, tradicional y por audiencias y de ejecución de penas | 1      | Arteaga          |
| Juez  | Menor                                                                         | 1      | Arteaga          |
| Juez  | Penal de control                                                              | 4      | Benito Juárez    |
| Juez  | Penal de ejecución de penas con funciones del sistema tradicional             | 1      | Benito Juárez    |
| Juez  | Penal de enjuiciamiento                                                       | 1      | Benito Juárez    |
| Juez  | Penal especializado en justicia para adolescentes                             | 3      | Benito Juárez    |
| Juez  | Civil por audiencias                                                          | 2      | Benito Juárez    |
| Juez  | Civil tradicional                                                             | 1      | Benito Juárez    |
| Juez  | Familiar por audiencias                                                       | 2      | Benito Juárez    |
| Juez  | Laboral                                                                       | 1      | Benito Juárez    |
| Juez  | Menor                                                                         | 3      | Benito Juárez    |
| Juez  | Penal                                                                         | 2      | Bravos           |
| Juez  | Penal de control                                                              | 12     | Bravos           |
| Juez  | Penal de ejecución de penas con funciones del sistema tradicional             | 5      | Bravos           |
| Juez  | Penal de enjuiciamiento                                                       | 11     | Bravos           |
| Juez  | Penal especializado en justicia para adolescentes                             | 6      | Bravos           |
| Juez  | Penal especializado en narcomenudeo                                           | 7      | Bravos           |
| Juez  | Penal especializado en violencia de género                                    | 6      | Bravos           |
| Juez  | Civil por audiencias                                                          | 10     | Bravos           |
| Juez  | Civil tradicional                                                             | 1      | Bravos           |
| Juez  | Familiar coadyuvante                                                          | 1      | Bravos           |
| Juez  | Familiar por audiencias                                                       | 9      | Bravos           |
| Juez  | Familiar tradicional                                                          | 1      | Bravos           |
| Juez  | Laboral                                                                       | 9      | Bravos           |
| Juez  | Menor                                                                         | 3      | Bravos           |
| Juez  | Penal de control                                                              | 2      | Camargo          |
| Juez  | Penal de ejecución de penas con funciones del sistema tradicional             | 1      | Camargo          |
| Juez  | Mixto civil y familiar por audiencias                                         | 1      | Camargo          |
| Juez  | Mixto civil y familiar, tradicional y por audiencias                          | 1      | Camargo          |
| Juez  | Menor                                                                         | 1      | Camargo          |
| Juez  | Penal de control                                                              | 1      | Jiménez          |
| Juez  | Mixto civil y familiar, tradicional y por audiencias                          | 1      | Jiménez          |
| Juez  | Penal de control                                                              | 2      | Galeana          |
| Juez  | Penal de ejecución de penas con funciones del sistema tradicional             | 1      | Galeana          |
| Juez  | Civil por audiencias                                                          | 1      | Galeana          |
| Juez  | Familiar por audiencias                                                       | 1      | Galeana          |
| Juez  | Mixto civil y familiar, tradicional y por audiencias                          | 1      | Galeana          |
| Juez  | Menor                                                                         | 3      | Galeana          |
| Juez  | Penal de control                                                              | 2      | Guerrero         |
| Juez  | Penal de ejecución de penas con funciones del sistema tradicional             | 1      | Guerrero         |
| Juez  | Civil tradicional                                                             | 1      | Guerrero         |
| Juez  | Menor                                                                         | 3      | Guerrero         |
| Juez  | Penal de control                                                              | 4      | Hidalgo          |
| Juez  | Penal de ejecución de penas con funciones del sistema tradicional             | 1      | Hidalgo          |
| Juez  | Penal de enjuiciamiento                                                       | 1      | Hidalgo          |
| Juez  | Penal especializado en violencia de género                                    | 1      | Hidalgo          |
| Juez  | Civil por audiencias                                                          | 2      | Hidalgo          |
| Juez  | Civil tradicional y por audiencias                                            | 1      | Hidalgo          |
| Juez  | Familiar por audiencias                                                       | 2      | Hidalgo          |
| Juez  | Menor                                                                         | 3      | Hidalgo          |
| Juez  | Penal de control                                                              | 1      | Jiménez          |
| Juez  | Mixto civil y familiar, tradicional y por audiencias                          | 1      | Jiménez          |
| Juez  | Mixto civil y familiar, tradicional y por audiencias                          | 1      | Manuel Ojinaga   |
| Juez  | Penal de control                                                              | 1      | Mina             |
| Juez  | Mixto, civil y familiar, tradicional y por audiencias y de ejecución de penas | 1      | Mina             |
| Juez  | Penal de control                                                              | 22     | Morelos          |
| Juez  | Penal de ejecución de penas con funciones del sistema tradicional             | 4      | Morelos          |
| Juez  | Penal de enjuiciamiento                                                       | 15     | Morelos          |
| Juez  | Penal especializado en justicia para adolescentes                             | 6      | Morelos          |
| Juez  | Penal especializado en narcomenudeo                                           | 2      | Morelos          |
| Juez  | Penal mixto especializado en violencia de género                              | 6      | Morelos          |
| Juez  | Civil por audiencias                                                          | 11     | Morelos          |
| Juez  | Civil por audiencias (mercantil)                                              | 1      | Morelos          |
| Juez  | Civil por audiencias y extinción de dominio                                   | 1      | Morelos          |
| Juez  | Civil tradicional                                                             | 1      | Morelos          |
| Juez  | Familiar coadyuvante                                                          | 1      | Morelos          |
| Juez  | Familiar especializado en medidas de protección                               | 3      | Morelos          |
| Juez  | Familiar por audiencias                                                       | 10     | Morelos          |
| Juez  | Familiar tradicional                                                          | 1      | Morelos          |
| Juez  | Laboral                                                                       | 16     | Morelos          |
| Juez  | Menor                                                                         | 2      | Morelos          |
| Juez  | Mixto, civil y familiar, tradicional y por audiencias y de ejecución de penas | 1      | Rayón            |
| Juez  | Menor                                                                         | 2      | Rayón            |

- Nota: Cada cargo, será elegido únicamente en el Distrito Judicial al que pertenezca. Véase sección sobre Distritos judiciales del estado de Chihuahua.

## Distritos judiciales del estado de Chihuahua
| Distrito | Distrito | Distrito         | Cabecera                 | Municipios | Mapa |
| -------- | -------- | ---------------- | ------------------------ | ---------- | ---- |
|          | 1        | Abraham González | Delicias                 | 4          |      |
|          | 2        | Andrés del Río   | Guachochi                | 3          |      |
|          | 3        | Arteaga          | Chínipas de Almada       | 3          |      |
|          | 4        | Benito Juárez    | Cuauhtémoc               | 8          |      |
|          | 5        | Bravos           | Ciudad Juárez            | 4          |      |
|          | 6        | Camargo          | Santa Rosalía de Camargo | 4          |      |
|          | 7        | Galeana          | Nuevo Casas Grandes      | 7          |      |
|          | 8        | Guerrero         | Guerrero                 | 5          |      |
|          | 9        | Hidalgo          | Hidalgo del Parral       | 10         |      |
|          | 10       | Jiménez          | Jiménez                  | 3          |      |
|          | 11       | Manuel Ojinaga   | Ojinaga                  | 3          |      |
|          | 12       | Mina             | Guadalupe y Calvo        | 1          |      |
|          | 13       | Morelos          | Chihuahua                | 8          |      |
|          | 14       | Rayón            | Ocampo                   | 4          |      |

Con la finalidad de hacer más práctica la elección, y facilitar la votación así como la tarea logística para el Instituto Estatal Electoral; el Congreso del Estado, en las diversas reformas y convocatorias que emitió, decidió que para estas elecciones fueran usados como base los Distritos Judiciales del estado, los cuales son utilizados por el mismo Tribunal Superior de Justicia del Estado para su propia administración y desahogo de asuntos; siendo los siguientes:
- I. Abraham González: Correspondiente a los municipios de Delicias, Julimes, Meoqui y Rosales con cabecera en Delicias.
- II. Andrés del Río: Correspondiente a los municipios de Batopilas de Manuel Gómez Morín, Guachochi y Morelos con cabecera en Guachochi.
- III. Arteaga: Correspondiente a los municipios de Chínipas, Guazapares y Urique con cabecera en Chínipas de Almada.
- IV. Benito Juárez: Correspondiente a los municipios de Bachíniva, Bocoyna, Carichí, Cuauhtémoc, Cusihuiriachi, Namiquipa, Nonoava y San Francisco de Borja con cabecera en Cuauhtémoc.
- V. Bravos: Correspondiente a los municipios de Ahumada, Guadalupe, Juárez y Práxedis G. Guerrero con cabecera en Ciudad Juárez.
- VI. Camargo: Correspondiente a los municipios de Camargo, La Cruz, San Francisco de Conchos y Saucillo con cabecera en Santa Rosalía de Camargo.
- VII. Galeana: Correspondiente a los municipios de Ascensión, Buenaventura, Casas Grandes, Galeana, Ignacio Zaragoza, Janos y Nuevo Casas Grandes con cabecera en Nuevo Casas Grandes.
- VIII. Guerrero: Correspondiente a los municipios de Gómez Farías, Guerrero, Madera, Matachí y Temósachic con cabecera en Guerrero.
- IX. Hidalgo: Correspondiente a los municipios de Allende, Balleza, El Tule, Hidalgo del Parral, Huejotitán, Matamoros, Rosario, San Francisco del Oro, Santa Bárbara y Valle de Zaragoza con cabecera en Hidalgo del Parral.
- X. Jiménez: Correspondiente a los municipios de Coronado, Jiménez y López con cabecera en Jiménez.
- XI. Manuel Ojinaga: Correspondiente a los municipios de Coyame del Sotol, Manuel Benavides y Ojinaga con cabecera en Ojinaga.
- XII. Mina: Correspondiente al municipio de Guadalupe y Calvo con cabecera en Guadalupe y Calvo.
- XIII. Morelos: Correspondiente a los municipios de Aldama, Aquiles Serdán, Chihuahua, Dr. Belisario Domínguez, Gran Morelos, Riva Palacio, Santa Isabel y Satevó con cabecera en la ciudad de Chihuahua.
- XIV. Rayón: Correspondiente a los municipios de Maguarichi, Moris, Ocampo y Uruachi con cabecera en Ocampo.

## Resultados electorales

### Magistrados del TSJE
|  |

|  | 2.41 % |

|  | 2.37 % |

|  | 2.36 % |

|  | 2.20 % |

|  | 2.18 % |

|  | 2.15 % |

|  | 2.84 % |

|  | 1.88 % |

|  | 1.79 % |

|  | 1.79 % |

|  | 1.74 % |

|  | 6.26 % |

|  | 4.24 % |

|  | 4.09 % |

|  | 4.82 % |

|  | 3.59 % |

|  | 2.78 % |

|  | 2.42 % |

|  | 2.29 % |

|  | 2.15 % |

|  | 2.13 % |

|  | 1.96 % |

|  | 1.93 % |

|  | 2.76 % |

|  | 1.91 % |

|  | 1.87 % |

|  | 1.80 % |

|  | 1.73 % |

|  | 1.48 % |

|  | 1.45 % |

### Magistrados del Tribunal Estatal de Disciplina Judicial
- Simbología → 
  - PE: Postulado por el Poder Ejecutivo;
  - PL: Postulado por el Poder Legislativo;
  - PJ: Postulado por el Poder Judicial;
  - EF: En funciones (titular del cargo vigente).

|  | 3.63 % |

|  | 3.54 % |

|  | 3.46 % |

|  | 4.94 % |

|  | 4.08 % |

### Jueces de Instancia y Menores

#### Distrito 1: Abraham González (Delicias)
|-
|  | 0.00 % |

|  | 0.00 % |

|  | 0.00 % |

|  | 0.00 % |

|  | 0.00 % |

|  | 0.00 % |

|  | 0.00 % |

|  | 0.00 % |

|  | 0.00 % |

|  | 0.00 % |

|  | 0.00 % |

|  | 0.00 % |

#### Distrito 2: Andrés del Río (Guachochi)
|  | 44.85 % |

|  | 22.81 % |

|  | 43.35 % |

#### Distrito 3: Arteaga (Chínipas)
|  | 42.87 % |

|  | 18.68 % |

#### Distrito 4: Benito Juárez (Cuauhtémoc)
|  | 16.44 % |

|  | 9.19 % |

|  | 14.81 % |

|  | 12.56 % |

|  | 11.66 % |

|  | 3.32 % |

|  | 2.99 % |

|  | 3.03 % |

|  | 2.86 % |

|  | 2.96 % |

|  | 2.84 % |

|  | 2.80 % |

|  | 1.78 % |

|  | 2.46 % |

|  | 14.08 % |

|  | 16.67 % |

|  | 15.83 % |

|  | 14.68 % |

#### Distrito 5: Bravos (Ciudad Juárez)
|-
|  | 0.00 % |

|  | 0.00 % |

|  | 0.00 % |

|  | 0.00 % |

|  | 0.00 % |

|  | 0.00 % |

|  | 0.00 % |

|  | 0.00 % |

|  | 0.00 % |

|  | 0.00 % |

|  | 0.00 % |

|  | 0.00 % |

|  | 0.00 % |

|  | 0.00 % |

|  | 0.00 % |

|  | 0.00 % |

|  | 0.00 % |

|  | 0.00 % |

|  | 0.00 % |

|  | 0.00 % |

|  | 0.00 % |

|  | 0.00 % |

|  | 0.00 % |

|  | 0.00 % |

|  | 0.00 % |

|  | 0.00 % |

|  | 0.00 % |

|  | 0.00 % |

|  | 0.00 % |

|  | 0.00 % |

|  | 0.00 % |

|  | 0.00 % |

|  | 0.00 % |

|  | 0.00 % |

|  | 0.00 % |

|  | 0.00 % |

|  | 0.00 % |

|  | 0.00 % |

|  | 0.00 % |

|  | 0.00 % |

|  | 0.00 % |

|  | 0.00 % |

|  | 0.00 % |

|  | 0.00 % |

|  | 0.00 % |

|  | 0.00 % |

|  | 0.00 % |

|  | 0.00 % |

|  | 0.00 % |

|  | 0.00 % |

|  | 0.00 % |

|  | 0.00 % |

|  | 0.00 % |

|  | 0.00 % |

|  | 0.00 % |

|  | 0.00 % |

|  | 0.00 % |

|  | 0.00 % |

|  | 0.00 % |

|  | 0.00 % |

|  | 0.00 % |

|  | 0.00 % |

|  | 0.00 % |

|  | 0.00 % |

|  | 0.00 % |

|  | 0.00 % |

|  | 0.00 % |

|  | 0.00 % |

|  | 0.00 % |

|  | 0.00 % |

|  | 0.00 % |

|  | 0.00 % |

|  | 0.00 % |

|  | 0.00 % |

|  | 0.00 % |

|  | 0.00 % |

|  | 0.00 % |

|  | 0.00 % |

|  | 0.00 % |

|  | 0.00 % |

|  | 0.00 % |

|  | 0.00 % |

|  | 0.00 % |

#### Distrito 6: Camargo
|  | 27.95 % |

|  | 26.31 % |

|  | 27.02 % |

|  | 13.34 % |

|  | 16.99 % |

|  | 26.79 % |

#### Distrito 7: Galeana (Nuevo Casas Grandes)
|  | 48.82 % |

|  | 34.00 % |

|  | 12.84 % |

|  | 8.76 % |

|  | 11.06 % |

|  | 33.28 % |

|  | 17.80 % |

|  | 17.03 % |

|  | 15.74 % |

#### Distrito 8: Guerrero
|  | 24.26 % |

|  | 13.45 % |

|  | 8.93 % |

|  | 13.40 % |

|  | 23.12 % |

|  | 14.39 % |

#### Distrito 9: Hidalgo (Hidalgo del Parral)
|-
|  | 0.00 % |

|  | 0.00 % |

|  | 0.00 % |

|  | 0.00 % |

|  | 0.00 % |

|  | 0.00 % |

|  | 0.00 % |

|  | 0.00 % |

|  | 0.00 % |

|  | 0.00 % |

|  | 0.00 % |

|  | 0.00 % |

|  | 0.00 % |

|  | 0.00 % |

|  | 0.00 % |

#### Distrito 10: Jiménez
|-
|  | 0.00 % |

|  | 0.00 % |

#### Distrito 11: Manuel Ojinaga
|-
| Candidato                                         | Propuesta | Materia | Género | Votos | Porcentaje      |
| ------------------------------------------------- | --------- | ------- | ------ | ----- | --------------- |
|                                                   |           |         |        |       | \| \| 0.00 % \| |
| Fuente: Instituto Estatal Electoral de Chihuahua. |           |         |        |       |                 |
|                                                   | 0.00 %    |         |        |       |                 |

#### Distrito 12: Mina (Guadalupe y Calvo)
|-
|  | 0.00 % |

|  | 0.00 % |

#### Distrito 13: Morelos (Chihuahua)
|-
|  | 0.00 % |

|  | 0.00 % |

|  | 0.00 % |

|  | 0.00 % |

|  | 0.00 % |

|  | 0.00 % |

|  | 0.00 % |

|  | 0.00 % |

|  | 0.00 % |

|  | 0.00 % |

|  | 0.00 % |

|  | 0.00 % |

|  | 0.00 % |

|  | 0.00 % |

|  | 0.00 % |

|  | 0.00 % |

|  | 0.00 % |

|  | 0.00 % |

|  | 0.00 % |

|  | 0.00 % |

|  | 0.00 % |

|  | 0.00 % |

|  | 0.00 % |

|  | 0.00 % |

|  | 0.00 % |

|  | 0.00 % |

|  | 0.00 % |

|  | 0.00 % |

|  | 0.00 % |

|  | 0.00 % |

|  | 0.00 % |

|  | 0.00 % |

|  | 0.00 % |

|  | 0.00 % |

|  | 0.00 % |

|  | 0.00 % |

|  | 0.00 % |

|  | 0.00 % |

|  | 0.00 % |

|  | 0.00 % |

|  | 0.00 % |

|  | 0.00 % |

|  | 0.00 % |

|  | 0.00 % |

|  | 0.00 % |

|  | 0.00 % |

|  | 0.00 % |

|  | 0.00 % |

|  | 0.00 % |

|  | 0.00 % |

|  | 0.00 % |

|  | 0.00 % |

|  | 0.00 % |

|  | 0.00 % |

|  | 0.00 % |

|  | 0.00 % |

|  | 0.00 % |

|  | 0.00 % |

|  | 0.00 % |

|  | 0.00 % |

|  | 0.00 % |

|  | 0.00 % |

|  | 0.00 % |

|  | 0.00 % |

|  | 0.00 % |

|  | 0.00 % |

|  | 0.00 % |

|  | 0.00 % |

|  | 0.00 % |

|  | 0.00 % |

|  | 0.00 % |

|  | 0.00 % |

|  | 0.00 % |

|  | 0.00 % |

|  | 0.00 % |

|  | 0.00 % |

|  | 0.00 % |

|  | 0.00 % |

|  | 0.00 % |

|  | 0.00 % |

|  | 0.00 % |

|  | 0.00 % |

|  | 0.00 % |

|  | 0.00 % |

|  | 0.00 % |

|  | 0.00 % |

|  | 0.00 % |

|  | 0.00 % |

|  | 0.00 % |

|  | 0.00 % |

|  | 0.00 % |

|  | 0.00 % |

|  | 0.00 % |

|  | 0.00 % |

|  | 0.00 % |

|  | 0.00 % |

|  | 0.00 % |

|  | 0.00 % |

|  | 0.00 % |

|  | 0.00 % |

|  | 0.00 % |

|  | 0.00 % |

#### Distrito 14: Rayón (Ocampo)
|-
|  | 0.00 % |

|  | 0.00 % |

|  | 0.00 % |